# Лінув (Мазовецьке воєводство)
Лінув (пол. Linów) — село в Польщі, у гміні Зволень Зволенського повіту Мазовецького воєводства.
Населення — 256 осіб (2011).
У 1975-1998 роках село належало до Радомського воєводства.

## Демографія
Демографічна структура станом на 31 березня 2011 року:
|          | Загалом | Допрацездатний вік | Працездатний вік | Постпрацездатний вік |
| -------- | ------- | ------------------ | ---------------- | -------------------- |
| Чоловіки | 135     | 29                 | 88               | 18                   |
| Жінки    | 121     | 25                 | 66               | 30                   |
| Разом    | 256     | 54                 | 154              | 48                   |